# Руби (комикс)
Руби (на испански: Rubí) е мексикански романтичен комикс, създаден от Йоланда Варгас Дулче, издаван в периода 1963-1982 г., в списание Сълзи, смях и любов на издателство Едиториал Аргументос. Историята разказва живота на красива млада жена от ниската класа, която решава да използва своята физическа красота и интелигентност, за да се измъкне от бедността и да придобие социална позиция, независимо от последиците, породени от амбициите ѝ. Комиксът е толкова популярен, че през 1968 г. мексиканската телевизионна компания Телевиса адаптира историята като теленовела със същото име, продуцирана от Валентин Пимстейн и с участието на мексиканската актриса Фани Кано. През 1970 г. режисьорът Карлос Енрике Табоада реализира филмова версия с участието на иранско-мексиканската актриса Иран Еори.
През 2004 г. Телевиса реализира втората телевизионна версия, продуцирана от Хосе Алберто Кастро, с участието на уругвайската актриса Барбара Мори. През 2020 г. компанията пресъздава историята за трети път, като част от франчайза Фабрика за мечти, този път продуцирана от Карлос Бардасано и с участието на мексиканската актриса Камила Соди.

## Синопсис
Руби притежава екзотична и неустоима красота, на която жените се възхищават и завиждат, а мъжете желаят, но са и респектирани от нея. Ясните ѝ зелени очи, много светла кожа и тъмна къдрава коса, с бенка в ъгъла на плътните ѝ устни, дори и днес са комбинация, която е толкова рядка, колкото и привлекателна. Руби живее в бедност, в скромно жилище с майка си и сестра си Кристина. Най-добрата приятелка на Руби е Марибел, която има дефект на левия крак от полиомиелит, прекаран в детските години. Марибел живее с баща си, който е много богат мъж, и с бавачката си Тоня, която я обича безусловно и отглежда и се грижи за нея, откакто майка ѝ е починала. Руби е много амбициозно момиче. Тя мрази социалния си статус и завижда на Марибел за финансовото ѝ състояние. Марибел има приятел, с когото си пишат писма, Сесар Валдес, който е адвокат и той се среща с нея, придружен от най-добрия си приятел Алехандро дел Виляр, който е лекар, като и двамата са учили в чужбина. Руби веднага е привлечена от Алехандро, но го презира заради скромния му произход. Алехандро обаче се влюбва в нея, въпреки че открива нейното лицемерие и омраза към Марибел. Марибел и Сесар планират сватбата си. Руби с кокетството си започва да привлича Сесар, в когото вижда своята перфектна възможност да се измъкне от бедността и да спечели пари и социална позиция. Сесар лудо се влюбва в нея. Руби успява да настрои Сесар срещу Алехандро и лъже, като твърди, че се е опитал да злоупотреби с нея. Сесар ѝ предлага да го придружи в Ню Йорк, а тя приема веднага. Марибел, която идва, за да види годеника си, чува всичко. Руби и Сесар бягат, но преди да хванат самолета, Кристина я проклина и удря шамар.
Малко след това Руби и Сесар се женят. Но още в началото на брака си Руби е студена и започва да пропилява състоянието на съпруга си, особено след като се пристрастява към хазарта. След известно време и след като се възстановява от предателството, Марибел посещава Алехандро в болницата, където тя иска неговото медицинско мнение за възстановяване на крака си. Алехандро я оперира и малко след като Марибел започва работа като доброволка в болницата, се влюбва в д-р Куевас, честен човек и отличен педиатър. Накрая двамата се женят и заминават да живеят в чужбина.
В същото време Сесар започва да страда от странна болест и е прикован на легло, но Руби е безразлична. Останала без пари, двойката решава да се върне в Мексико в търсене на Алехандро, в който Сесар, въпреки случилото се, вижда една последна надежда да успее да го излекува. Той го съветва да се оперира, докато Руби започва да съблазнява Алехандро, когато вижда успеха и богатството му, постигнати като хирург, но без да забравя миналото, той изпитва единствено презрение към нея.
Няколко дни по-късно, когато тръгва да търси Алехандро, Руби се среща отново със сестра си Кристина, която вече е омъжена за банкера Рикардо Ернандес, с когото имат две деца. Руби вижда в зет си възможност да отмъкне пари и успява да го измами. След като научава за случилото се, Кристина се изправя срещу Руби, обвинявайки я смъртта на майка им, и взима от нея парите, които е откраднала от съпруга ѝ, молейки я никога повече да не ги търси. Докато Сесар е в болницата, Руби продължава с плана си да съблазни Алехандро, който най-накрая се поддава на очарованието ѝ, но тя в крайна сметка се влюбва искрено в него. Малко преди операцията, Руби моли Алехандро да остави Сесар да умре, за да могат двамата да бъдат щастливи, това кара Алехандро да си спомни злото на Руби и решава да прекрати връзката им. Руби посещава Сесар преди операцията и му обещава, че ще бъдат отново щастливи.
Но когато Руби си тръгва, Сесар осъзнава идилията между жена си и приятеля си и губи желанието си да живее. Алехандро губи концентрация по време на интервенцията, тъй като започва да мисли за Руби, а Сесар умира. Виновният Алехандро разбира за посещението на Руби от неговата медицинска сестра Елоиса и пълна убеденост стига до извода, че Руби също и виновна за смъртта на Сесар.
Решен да убие Руби, той тръгва да я търси, спорят и Руби признава, че е влюбена в него и за да не изцапа ръцете си заради нея, тя се хвърля през прозореца, обезобразявайки лицето си. Елоиса, която успява да стигне до мястото, отвежда Алехандро.
Объркан и уплашен, Алехандро се прибира у дома, придружен от Елоиса. Той е потърсен от детективи, които му казват, че в Червения кръст има умиращ човек и е необходимо да даде показания. След като дава показанията си, той отива при Руби, която прилича на мумия с напълно превързано лице. Той ѝ признава, че е
отишъл да я заплашва, а тя то моли за прошка за причиненото зло, но сега тя го обожава и моли за състраданието му, но той отговаря, че е твърде късно и си отива.
В пансиона, където живее Елоиса, Алехандро е задържан, тъй като Руби го е обвинила, че я е бутнал през прозореца, опитвайки се да я убие. Тогава отчаяната Елоиса го защитава, но Алехандро я успокоява, така че той е отведен обратно в Червения кръст, за да се изправи срещу Руби. Когато влиза в стаята на Руби, в присъствието на няколко лекари и детективи, тя казва, че е излъгала, защото това е единственият начин да принуди Алехандро да се върне, тъй като трябва да говори с него.
Двамата са оставени сами, за да проведат разговора. Руби иска отново прошка от Алехандро, но той не вярва на думите ѝ. Тя започва да сваля превръзките от лицето си и му казва, че като я види обезобразена, може да намери състрадание към нея. Тогава Алехандро скъсва превръзките. Този човек, свикнал да вижда всякакви рани и деформации, потръпва, когато съзерцава обезобразеното лице, което до скоро е било перфектно и прекрасно, и тя му казва, че красотата, която го е подчинявала, вече не същуствува и че сега, може би, той може да ѝ прости. Той се приближава и хваща ръцете ѝ, след което каза: "Руби, Бог да ни прости, ако мигът на покаянието си заслужава славата, той ще ни помогне" и тъй като само очаква да чуе някаква дума за разбиране, гласът на жената излиза тихо, като му благодари и Бог да ѝ прости, докато Алехандро ѝ каза да поспи.
Минути по-късно, ръката на Руби, която е между ръцете на Алехандро, остава без сила и живот. Покривайки я с чаршафа, с изнемощял глас, казва: "Бог да те прости", той бавно тръгва към вратата, осъзнавайки сега, че от леглото никой няма да му се обади. Тогава Алехандро казва на д-р Солис, че г-жа Валдес е починала, а лекарят му отговаря, че е за предпочитане, тъй като тя много страда. Зад рамото на лекаря, Алехандро вижда лицето на медицинската сестра, обляно в сълзи. Той отива при нея и за първи път я прегръща, след което решава да съедини живота си с нейния и се женят.

## Коментари
Комиксът е публикуван за първи път през 1963 г. в списание Сълзи, смях и любов, а Руби е главната героиня, която е злодей, а не добра и мила. Въпреки това, антагонистичните главни героини се оказат много добре приети от обществеността, дори днес, чрез теленовелите, те превземат праймтайма в Мексико. Друга необичайна характеристика, която героинята притежава, е, че е морално лоша, но въпреки това остава харесвана. Тя не е героиня, която се бори да преодолее трудностите си, или жената, водена от обстоятелствата да взема крайни решения. Тя е човек, който умишлено използва външния си вид, за да мами, да избягва наказания и да привлеча внимание и материални блага. Нейната цел не е да причинява болка и страдание на другите, а да получава това, което иска, независимо дали някой друг ще страда от последствията. Руби е пример за освободена, самоуверена и решителна жена, която също неволно провокира у читателя известно изкушение към забраненото. Жените искат да бъдат толкова красиви като Руби и да имат успеха, какъвто има тя, мъжете искат да завладеят жена като нея, дори и да знаят рисковете, които поемат. Руби е тийнейджърка, която се превръща в жената, която иска да бъде. Тя е тази, която влиза в живота на другите като изпитание на съдбата и ако тестът не бъде преминат, причинява болка и дори смърт. По дефиниция тя е фаталната жена в мексиканския комикс.

## Изложба в Музея на популярното изкуство
В събота, 24 ноември 2012 г., в Музея на популярното изкуство беше открита изложба в знак на почит към разказвачката на истории Йоланда Варгас Дулче. Изложбата е почит към нея, която е един от пионерите в мексиканските комикси, с произведения като Memín Pinguín, Мария Исабел, Руби, Грехът на Оюки и Йесения. Изложбата е представена в Музея на популярното изкуство в сътрудничество с Едиториал Вид и Телевиса, от 24 ноември 2012 г. до 31 март 2013 г.

## Версии
Телевизия
- Руби (1968), мексиканска теленовела, продуцирана от Валентин Пимстейн за Телевиса, с участието на Фани Кано.
- Руби (2004), мексиканска теленовела, адаптирана от Химена Суарес и Вирхиния Кинтана, продуцирана от Хосе Алберто Кастро за Телевиса, с участието на Барбара Мори.
- Руби (2010), филипинска теленовела, продуцирана за ABS-CBN, с участието на Анхелика Панганибан.
- Руби (2020), мексиканска теленовела, продуцирана от Карлос Бардасано, с участието на Камила Соди.

Кино
- Руби (1970), игрален филм, режисиран и адаптиран от Карлос Енрике Табоада, с участието на Иран Еори.